# Takhatpur
Takhatpur là một thị xã và là một nagar panchayat của quận Bilaspur thuộc bang Chhattisgarh, Ấn Độ.

## Địa lý
Takhatpur có vị trí 22°09′B 81°52′Đ / 22,15°B 81,87°Đ Nó có độ cao trung bình là 269 mét (882 feet).

## Nhân khẩu
Theo điều tra dân số năm 2001 của Ấn Độ, Takhatpur có dân số 16.989 người. Phái nam chiếm 51% tổng số dân và phái nữ chiếm 49%. Takhatpur có tỷ lệ 68% biết đọc biết viết, cao hơn tỷ lệ trung bình toàn quốc là 59,5%: tỷ lệ cho phái nam là 76%, và tỷ lệ cho phái nữ là 59%. Tại Takhatpur, 14% dân số nhỏ hơn 6 tuổi.